# Mauricio Fernández Garza

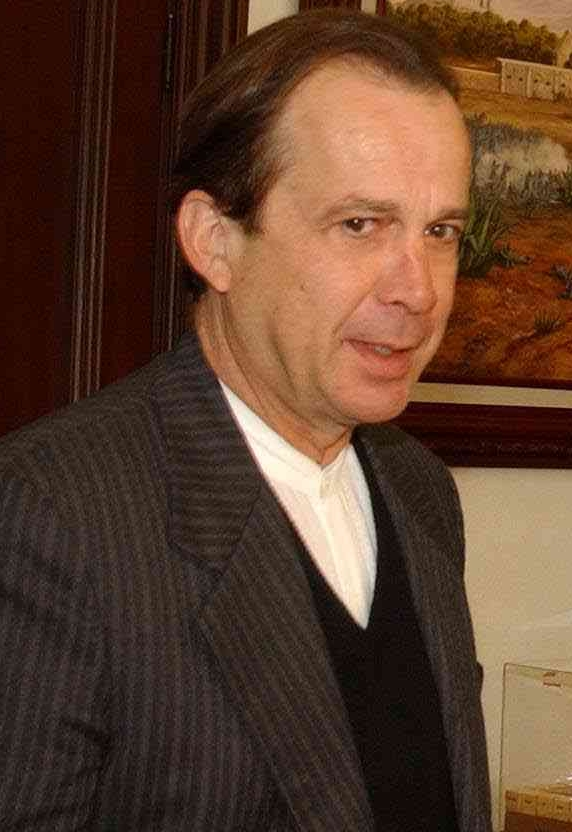
Mauricio Fernández Garza

Mauricio Fernández Garza (Monterrey, 12 april 1950) is een Mexicaans ondernemer en politicus van de Nationale Actiepartij (PAN).
Fernández Garza komt uit een aanzienlijke familie uit de staat Nuevo León. Hij studeerde industriële techniek aan de Purdue-universiteit, economie aan de Autonome Universiteit van Nuevo León (UANL) en bedrijfsadministratie aan het Instituut voor Technologie en Hogere Studies van Monterrey (ITESM). Fernández is als zakenman actief in vooral de levensmiddelenindustrie. Hij is de oprichter van Comercializadora de Puros, Uniser en Artesanarte en is bestuurslid van Grupo Alfa. Zijn drankenproducent Especialidades Cerveceras verkocht hij in 2005 aan FEMSA, de Mexicaanse tak van The Coca Cola Company.
Fernández Garza was burgemeester van San Pedro Garza García, de rijkste plaats van Mexico, van 1989 tot 1992 en van 1994 tot 2000 zat hij in de Kamer van Senatoren. In 2003 was hij voor de PAN kandidaat voor het gouverneurschap van Nuevo León maar verloor de gouverneursverkiezing aan José Natividad González Parás van de Institutioneel Revolutionaire Partij (PRI).
In 2009 werd Fernández opnieuw tot burgemeester van San Pedro gekozen, hij beloofde een harde hand tegen drugscriminaliteit, hoewel hij ook heeft laten weten wel wat te zien in de legalisering van drugs. Bij aanvang van zijn termijn ontstond meteen controverse toen hij in zijn inhuldigingstoespraak bekendmaakte dat de drugsbaas Héctor Saldaña Perales was vermoord - vier uur voordat zijn lichaam door de autoriteiten werd gevonden.
Fernández werd wel genoemd als outsider-kandidaat voor de PAN-nominatie voor de presidentsverkiezingen van 2012 maar heeft zich uiteindelijk niet kandidaat gesteld.
- International Standard Name Identifier: 0000 0000 3194 3942
- Library of Congress Control Number: n95017936
- Système universitaire de documentation: 071535764
- Virtual International Authority File: 68171389
- WorldCat: E39PBJjxtYXp3CMpWkY3vwXTpP